# Massimo Iacopini
Massimo Iacopini (Empoli, 10 maggio 1964) è un ex cestista e dirigente sportivo italiano.
In campo giocava come guardia tiratrice.

## Carriera

### Carriera nei club
Cresciuto nelle giovanili dell'Unione Sportiva Empolese, all'età di 17 anni passa alla Fortitudo Bologna. A Bologna gioca quattro stagioni, nelle quali si impone come una delle guardie tiratrici più forti del torneo di serie A. Nella città felsinea strinse una fraterna amicizia con Giacomo Zatti, Nino Pellacani e Giacomo Zeb Lenzi.
Nel 1985 approda alla Benetton Basket Treviso. Al club trevigiano rimane per dieci anni e, diventando nel frattempo una delle bandiere, contribuisce alla vittoria del primo scudetto, vincendo tre Coppe Italia e una Eurocup.
Nel 1995 passa alla Mens Sana Siena con un contratto triennale, ma gioca una sola stagione. Nel 1996 va al Petrarca Padova, in serie A2, ma gli capita un brutto infortunio, così gioca pochissimo. Nel 1997 si ritira dai campi di gioco, nonostante la Virtus Roma gli offrisse ancora una chance per giocare.
Il suo principale marcatore è Romeo Sacchetti, che giocava in nazionale dai primi anni '80, in un periodo nel quale la tecnica e la statura prevalgono sull'atletismo e la fisicità, e il rapporto con i media è di tipo informale e confidenziale.

### Carriera in Nazionale
Viene convocato in nazionale da Sandro Gamba  e, nel 1987, partecipa al campionato negli Stati Uniti con Sandro Dell'Agnello, Giuseppe Bosa, Roberto Brunamonti, Francesco Vescovi, Antonello Riva, Riccardo Morandotti, Ario Costa, Flavio Carera, Carlo Della Valle e Fausto Bargna. due anni più tardi, Gamba lo chiama a disputare il Campionato Europeo del 1989.
Con la maglia azzurra del basket totalizza 105 presenze e 543 punti segnati, vincendo un oro ai Giochi del Mediterraneo nel '93.

## Dopo il ritiro
Dopo il ritiro ha gestito un negozio di antiquariato. È anche direttore generale dell'Unione Sportiva Empolese, squadra di serie B2. Nel marzo 2007 viene chiamato dalla Benetton basket a ricoprire il ruolo di Team Manager in sostituzione di Andrea Cirelli.

Alla notizia della morte di Gilberto Benetton, dichiara: 
(Superbasket.it, 23 ottobre 2018.)

## Palmarès
- Giochi del Mediterraneo: 1

Naz. italiana: Francia 1993
- Coppa d'Europa: 1

Pall. Treviso: 1994-95
- Campionato italiano: 1

Pall. Treviso: 1991-92
- Coppa Italia: 3

Pall. Treviso: 1993, 1994, 1995